# The Tankard
The Tankard je sedmi studijski album njemačkog thrash metal sastava Tankard. Album je objavljen 2. listopada 1995. godine. Smatra se najgorim albumom sastava među obožavateljima i kritičarima. Zadnji je album koji objavljuje diskografska kuća Noise Records.

## Popis pjesama
| 1.    | »Grave New World«        | 5:53 |
| 2.    | »Minds on the Moon«      | 3:20 |
| 3.    | »The Story of Mr. Cruel« | 4:57 |
| 4.    | »Close Encounter«        | 4:26 |
| 5.    | »Poshor Golovar«         | 5:22 |
| 6.    | »Mess in the West«       | 4:21 |
| 7.    | »Atomic Twilight«        | 4:49 |
| 8.    | »Fuck Christmas«         | 2:47 |
| 9.    | »Positive«               | 4:39 |
| 10.   | »Hope?«                  | 3:59 |
| 44:33 |                          |      |

## Osoblje
Tankard
- Andreas "Gerre" Geremia — vokali
- Frank Thorwarth — bas-gitara
- Andy Boulgaropoulos — gitara
- Olaf Zissel — bubnjevi

Ostalo osoblje
- Harris Johns — produciranje, miksanje, inženjer zvuka
- Karl-U. Walterbach — produciranje
- Sven Conquest — mastering
- Thomas Pätsch — asistent inženjera zvuka
- Thorsten Jansen — fotografije sastava
- Thomas Bucher — dizajn